# Marleen van der Velden
Marlene Catelyne (Marleen) van der Velden (Likasi (Congo), 12 juli 1970), is een voormalige Nederlandse roeister. Ze vertegenwoordigde Nederland op verschillende grote internationale wedstrijden. Eenmaal nam ze deel aan de Olympische Spelen, maar won bij die gelegenheid geen medaille.
In 1996 maakte Van der Velden op 26-jarige leeftijd haar olympische debuut als roeister bij de Olympische Spelen van Atlanta. Hier nam ze deel aan de acht met stuurvrouw. De roeiwedstrijden werden gehouden op Lake Lanier, 88 kilometer noordoostelijk van Atlanta.  Via de eliminaties (6.32,71) en de herkansing (6.08,85) plaatste de vrouwenacht zich voor de finale. Met een tijd van 6.31,11 eindigde de Nederlandse ploeg op een zesde plaats. De finale werd gewonnen door de Roemeense ploeg, die in 6.19,73 over de finish kwam.
Van der Velden studeerde bedrijfseconomie en was aangesloten bij studentenroeivereniging ASR Nereus in Amsterdam.

## Palmares

### roeien (twee zonder stuurvrouw)
- 1994: 7e WK in Indianapolis - 7.16,71

### roeien (vier zonder stuurvrouw)
- 1995: 6e WK in Tampere - 7.38,47

### roeien (acht met stuurvrouw)
- 1996: 6e OS in Atlanta - 6.31,11

Femke Boelen · 
Marleen van der Velden · 
Astrid van Koert · 
Marieke Westerhof · 
Rita de Jong · 
Tessa Knaven · 
Tessa Appeldoorn · 
Muriel van Schilfgaarde · 
Jissy de Wolf (stuurvrouw)